# Iampilciîk, Cemerivți
Iampilciîk (în ucraineană Ямпільчик) este o comună în raionul Cemerivți, regiunea Hmelnîțkîi, Ucraina, formată numai din satul de reședință.

## Demografie
Componența lingvistică a comunei Iampilciîk
     Ucraineană (99,63%)
     Alte limbi (0,37%)
Conform recensământului din 2001, majoritatea populației comunei Iampilciîk era vorbitoare de ucraineană (99,63%), existând în minoritate și vorbitori de alte limbi.